# Fabrizio del Carretto

Fabrizio del Carretto

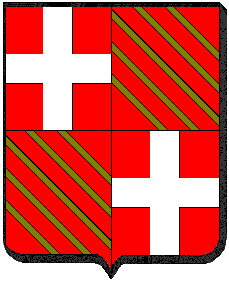
Großmeisterwappen von Fabrizio del Carretto

Fabrizio del Carretto (* 1455 in Genua; † 10. Januar 1521) war vom 15. Dezember 1513 bis zu seinem Tod der 43. Großmeister des Johanniterordens.
Er stammte aus dem Ordenspriorat Lombardei der italienischen Zunge des Ordens und hatte das Großamt des Admirals inne, als er 1513 vom Generalkonvent des Ordens auf Rhodos zum neuen Großmeister gewählt wurde. Bei der Belagerung von Rhodos (1480) hatte er sich bei der Verteidigung des den Hafen beschirmenden Forts St. Nicholas durch besondere persönliche Tapferkeit ausgezeichnet.
1516 erneuerte er den bestehenden Friedensvertrag mit den Mamluken von Ägypten unter Tuman Bay, die jedoch 1517 von den Osmanen unter Sultan Selim I. erobert wurden. Es erschien offensichtlich, dass Rhodos das nächste Ziel türkischer Eroberungsbestrebungen sein würde, da das dortige Johanniter-Bollwerk auf halber Strecke des Seehandelsweges zwischen Konstantinopel und dem neueroberten Alexandria lag. Caretto trieb daher den Ausbau der Johanniter-Festungen auf dem Dodekanes energisch voran. Er holte den Ingenieur und Architekten Basilio della Scala aus Vicenza nach Rhodos, nach dessen Anleitung die Festungswälle mit Gräben und niedrigen Bastionen gemäß damals modernster Erkenntnisse des italienischen Festungsbaus verstärkt wurden, um der gestiegenen Feuerkraft der Artillerie Rechnung zu tragen. Die in dieser Bauphase entstandene Carretto-Bastion nahe dem Akandia-Tor in Rhodos ist nach ihm benannt.
Der Tod Selims I. im Herbst 1520 verzögerte den Großangriff der Osmanen und auch Carretto starb nach kurzer Krankheit im Frühjahr 1521, bevor es 1522 zu diesem kam.